# Artem Ščedryj
Artem Al'bertovyč Ščedryj (in ucraino Артем Альбертович Щедрий?; Beryslav, 9 novembre 1992) è un calciatore ucraino, centrocampista dell'Hegelmann.

## Palmarès

### Club

#### Competizioni nazionali
- Perša Liha: 1

Zirka: 2015-2016